# Super audio compact disc

Sacd-logo

De super audio compact disc (sacd)  is een muziekformaat voor de digitale opslag van geluid, ontwikkeld door Philips en Sony. Het moest de opvolger worden van de compact disc, maar is nooit zo succesvol geworden. De eerste sacd-speler werd in 1999 geïntroduceerd. Het formaat was het populairst in de periode van 2000 tot en met 2005.

## Geschiedenis
Het super audio cd-formaat werd geïntroduceerd in 1999, en Sony introduceerde gelijktijdig de SCD-1-speler met een prijskaartje rond de $5000. De speler weegt meer dan 26 kg en speelt alleen tweekanaals-sacd's en Red Book-cd's af. Grote fabrikanten zoals Onkyo, Denon, Marantz, Pioneer en Yamaha gingen eveneens sacd-spelers produceren. Sony en Bose hebben diverse auto-geluidssystemen met sacd-afspeelmogelijkheid gemaakt en diverse merken boden rond 2005 blu-ray-spelers met sacd-afspeelmogelijkheid.
Philips en Crest ontwikkelden in 2002 de eerste productielijn voor sacd in de Verenigde Staten, met een capaciteit van 3 miljoen schijven per jaar.
De eerste twee generaties van Sony's PlayStation 3 (PS3) spelconsole kunnen sacd's lezen. Vanaf de derde generatie is deze mogelijkheid geschrapt.
Het formaat moest de cd gaan opvolgen en bood zes kanalen voor surround sound of ruimtelijk geluid. Daarnaast is het formaat achterwaarts compatibel. Dit betekent dat consumenten de sacd's konden afspelen op hun surroundsystemen in de huiskamer, maar dezelfde schijf ook als cd in de auto of op een mobiele muziekspeler konden draaien.

### Publicaties
In oktober 2009 hadden de platenlabels inmiddels ruim 6000 sacd-titels gepubliceerd, waarvan iets meer dan de helft klassieke muziek was. Jazz en populaire muziek kwamen op een tweede plek, en geremasterde muziek op een derde positie.
Veel populaire artiesten hebben enkele nieuwe albums uitgegeven als sacd. De verkoopcijfers van Stings Sacred Love uit 2003 steeg tot nummer 1 op de sacd-ranglijsten in vier Europese landen in juni 2004. Veel van de sacd-schijven die uitgegeven werden van 2000 tot 2005 zijn alleen nog verkrijgbaar op de tweedehands-markt. In 2009 kwamen grote platenmaatschappijen niet meer regelmatig met nieuwe uitgaven in sacd-formaat.
In 2013 werden nieuwe sacd's, vooral remasters van jazz, blues en klassieke muziek, nog in Japan in zeer kleine oplage voor de nichemarkt geproduceerd.

### Einde
Sacd haalde niet dezelfde lijn van groei als de compact disc begin jaren 80, en werd uiteindelijk niet geaccepteerd door de consumentenmarkt. Als argumenten werden het lage aanbod van populaire artiesten genoemd, de onverschilligheid van de consument, en het gemak van mobiele muziekspelers, ten nadele van audio in hoge kwaliteit. Ook de opkomende groei van muziekdistributie via breedbandinternet speelde een grote rol.
Een andere factor was de formaatoorlog tussen Toshiba's dvd-audio, waarin de platenlabels een kant kozen. Hierdoor moesten consumenten een voorkeursformaat kiezen, en dit leidde ertoe dat beide formaten geen voet aan de grond kregen. Ten slotte lanceerde Apple in 2001 de iPod, een draagbare muziek- en mediaspeler die mateloos populair werd en waar vooral mp3's op werden afgespeeld. Apple maakte het met iTunes eenvoudig om online muziek aan te schaffen en op de iPod te zetten.
Sacd heeft geen grote impact gehad en was vooral bekend bij de audiofiele gemeenschap. Maar onder die groep gaf slechts 3% aan dat het sacd-formaat in 2007 nog levendig was. 61% van de ondervraagden gaven aan dat sacd en dvd-audio eind jaren nul het einde van zijn levensduur had bereikt, en dat fysieke muziekdragers zullen worden vervangen door digitale distributie via het internet.

## Technologie
De sacd heeft dezelfde vorm en grootte als de cd, maar verschilt in afspeelmethodes, audiokwaliteit en opslaggeheugen. De gegevens worden op discs van 4,7 GB geschreven, hetzelfde type schijf dat voor dvd-video wordt gebruikt. De wijze waarop de audiosignalen bij sacd worden gecodeerd noemt men Direct Stream Digital (DSD), een 1 bits-audioformaat met een bemonsteringsfrequentie van 2,8224 MHz. Cd's zijn daarentegen gebaseerd op de PCM-techniek, met een bemonsteringsfrequentie van 44,1 kHz en 16 bit-resolutie. Afspelen als cd heeft een theoretisch hoogste frequentie van 22 kHz en een dynamisch bereik van 96 dB (16 bits, 6dB per bit). Bij sacd ligt deze frequentie theoretisch boven de 100 kHz (praktisch bij 50 kHz) met een dynamisch bereik van 120 dB (20 bits).
De sacd leent zich in het bijzonder voor meerkanaals- of surround-sound-opnamen (5.1) van zeer hoge kwaliteit (state-of-the art), en bevat afzonderlijke signalen per geluidskanaal, in tegenstelling tot bijvoorbeeld Dolby Digital waarbij er één signaal is waarin alle geluidskanalen samengevoegd zijn.
Super audio cd's die in Europa zijn uitgebracht zijn meestal hybride. Dit betekent dat ze op een normale cd-speler in stereo kunnen worden afgespeeld, en in een sacd-speler met de hogere geluidskwaliteit.
Binnen de sacd-standaard zijn er drie typen:
- De enkellaags-sacd, met alleen het DSD-signaal, met plaats voor 4,7 GB aan gegevens,
- De dubbellaags-sacd, die meer gegevens kan opslaan (ongeveer 8,5 GB),
- De hybride enkellaags-sacd. Deze combineert een sacd-laag van 4,7 GB met een laag van een gewone audio-cd (PCM). De hybride sacd kan daardoor ook afgespeeld worden op gewone cd-spelers.

Een sacd-opname in stereo heeft een ongecomprimeerde doorvoersnelheid van 5,6 Mbit/s, 4 keer de snelheid van een Red Book-cd.
|                         | Cd-laag    | SACD-laag                 |
| ----------------------- | ---------- | ------------------------- |
| Schijfcapaciteit        | 700 MB     | 4,7 GB                    |
| Audiocodering           | 16 bit PCM | 1 bit DSD                 |
| Bemonsteringsfrequentie | 44,1 kHz   | 2,8224 MHz                |
| Audiokanalen            | 2 (stereo) | tot 6 (discreet surround) |
| Afspeeltijd (stereo)    | 80 minuten | 256 minuten               |

### Lezen van een schijf

De werking van een hybride super audio cd

De laser van een sacd-speler stelt zich scherp op een andere afspeellaag. De golflengte van de laser voor de sacd-laag is anders dan die voor de cd-laag, namelijk 650nm en 780nm (AlGaAs-laser).
Om de ruimte en bandbreedte (2,8 Mbit/s per kanaal) van DSD te beperken wordt een verliesloze compressietechniek gebruikt genaamd direct stream transfer (DST). DST is standaard voor meerkanaals muziek en optioneel voor stereo. Er wordt gecomprimeerd met een factor 2 à 3, wat resulteert in een disc die ongeveer 80 minuten van zowel stereogeluid als 5.1-surround sound kan bevatten.

### Kopieerbeveiliging
Op een sacd zitten diverse beveiligingstechnieken op fysiek niveau, die het moeilijk maken om de digitale inhoud te kopiëren. De content kan gekopieerd worden zonder de sacd-kwaliteit via de analoge poort of het 'rippen' van de conventionele 700 MB laag op hybride schijven.